# موسى أباد (دهقان)
موسی‌ أباد هي قرية في مقاطعة دهقان، إيران. عدد سكان هذه القرية هو 3,628 في سنة 2006.